# Ivana Zemanová

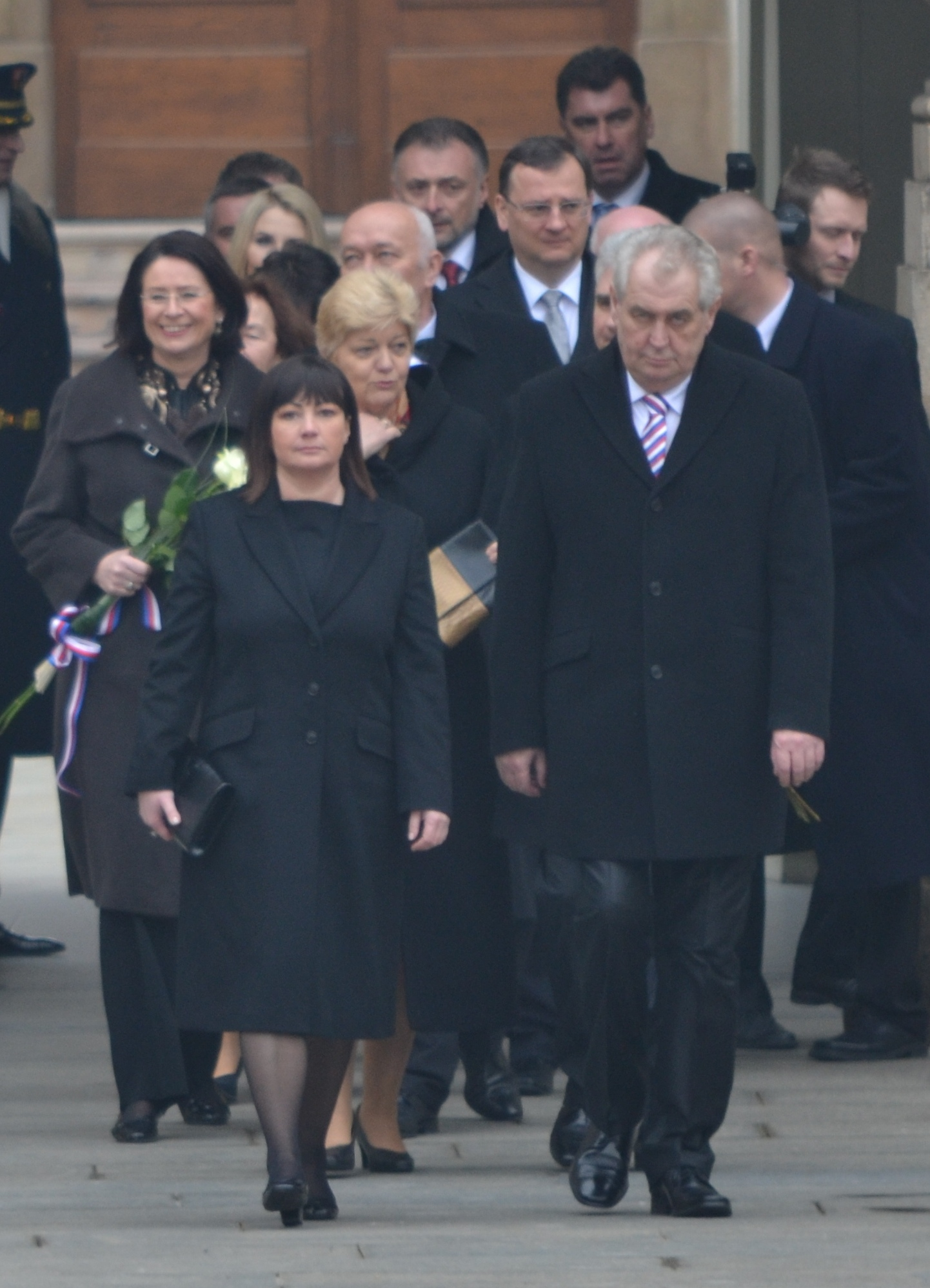
Ivana Zemanová a Miloš Zeman krátce po inauguraci (8. března 2013)

Ivana Zemanová (rozená Bednarčíková, * 29. dubna 1965 Nové Město na Moravě) je bývalá první dáma České republiky jako manželka prezidenta republiky Miloše Zemana.

## Život
Ivana Zemanová je česko-slovenského původu. Otec, Slovák Pavel Bednarčík, byl politický vězeň. Během studia na gymnáziu v Popradu byl zatčen a společně s několika studenty obviněn z velezrady. Soud mu v roce 1949 vyměřil tříletý trest odnětí svobody. Byl poslán na práci do uranových dolů v Jáchymově. Po svém propuštění z vězení se usadil v Dolní Rožínce. V Bystřici nad Pernštejnem se seznámil s Češkou Anastázií Plánkovou, která pracovala jako úřednice na poště. V roce 1961 se jim narodil syn Petr, v roce 1965 dcera Ivana. Pavel Bednarčík zemřel v roce 1968 a matka Ivany Zemanové se už znovu neprovdala.
V letech 1979 až 1983 vystudovala gymnázium v Bystřici nad Pernštejnem. Po absolvování gymnázia začala v roce 1983 studovat na Filozofické fakultě Masarykovy univerzity v Brně, obor romanistika. V roce 1990 se seznámila s tehdejším vědeckým pracovníkem Prognostického ústavu ČSAV a poslancem Milošem Zemanem – zaregistrovala totiž jeho veřejné postesknutí, že nemá sekretářku. Proto přerušila studium (i když měla už rozpracovanou diplomovou práci) a od podzimu 1990 se stala Zemanovou asistentkou v Prognostickém ústavu. Z pracovního vztahu se stal i vztah osobní a poté, co přišla do jiného stavu, se Bednarčíková za (již dříve rozvedeného a o 20 let staršího) Zemana provdala. Svatba se konala 2. srpna 1993 na Novoměstské radnici v Praze. Prvního ledna 1994 se jim narodila dcera Kateřina.
Po Zemanově odchodu z postu předsedy vlády ČR do penze v roce 2002, kdy se manželství stalo spíše formálním, manželé začali žít odděleně: Miloš Zeman na Vysočině v Novém Veselí, Ivana Zemanová s dcerou v bytě v pražských Stodůlkách.
V letech 2001–2002 se starala o propagaci a sponzoring projektu Česká kulturní sezóna ve Francii 2002 organizovaný Ministerstvem kultury. V roce 2010 pracovala jako vedoucí oddělení obchodu dovozce moldavských vín Mold Vin CZ manželova přítele Zdeňka Zbytka.
Od dubna 2011 do dubna 2012 působila jako produkční odboru kultury Správy Pražského hradu. Od 8. března 2013 do 8. března 2023 zastávala roli první dámy České republiky.
Domluví se rusky a francouzsky.

## Veřejné aktivity
Ivana Zemanová se jen zřídka objevuje při oficiálních příležitostech a střeží si své soukromí. Zejména po prvním pokusu o Zemanův návrat do vrcholných politických funkcí v roce 2003 byla zklamaná z výsledku prezidentských voleb, kde její manžel nebyl zvolen. Na protest vystoupila ze sociální demokracie a přestala se také objevovat na veřejnosti.
Na rozdíl od své dcery Kateřiny Zemanové se nezapojila do další manželovy volební kampaně v kandidatuře na prezidenta republiky v roce 2012. První krátký rozhovor během předvolební kampaně poskytla až krátce před druhým kolem přímé volby.